# Georgi Georgijewitsch Demidow
Georgi Georgijewitsch Demidow (russisch Георгий Георгиевич Демидов; * 16. Novemberjul. / 29. November 1908greg. in Sankt Petersburg; † 19. Februar 1987 in Kaluga) war ein sowjetischer Physiker und Schriftsteller. Er wurde 1938 grundlos verhaftet, verbrachte vierzehn Jahre im Gulag an der Kolyma und wurde 1958 rehabilitiert. Dennoch wurden seine Schriften noch 1980 konfisziert. Zu Lebzeiten erschien keines seiner Werke im Druck.

## Leben
Demidow entstammt einer Arbeiterfamilie. Er wuchs im Gebiet der heutigen Ukraine auf. Früh schon zeigte sich seine Begabung in technischen Dingen. Er studierte Physik an der Universität Charkiw, zu seinen Lehrern zählte der spätere Nobelpreisträger Lew Landau. Mehrfach kommt in der Literatur der Begriff „Elitephysiker“ im Kontext mit Demidow zur Anwendung.
Im Rahmen des Großen Terrors der Jahre 1937 und 1938 gab es auch spezifische staatsterroristische Aktivitäten gegen Wissenschaftler in der Ukraine, wie die UPTI Kampagne. Demidow wurde zwecks Überprüfung seines Reisepasses angehalten, inhaftiert, wochenlang verhört und gefoltert, zu einem Geständnis gezwungen und schließlich in den Gulag verschleppt. Er belastete niemanden außer sich selbst. Er war 14 Jahre im Straflager inhaftiert, lange Jahre gemeinsam mit Warlam Schalamow, der später ebenfalls literarisch Zeugnis ablegte über den Gulag. Demidow war Vorbild mehrerer Figuren in Schalamows Erzählungen aus Kolyma. Entgegen aller Wahrscheinlichkeit, so die taz, überlebten die beiden Häftlinge. Demidow begann zu schreiben, mit der Schreibmaschine, denn seine Finger waren im Gulag erfroren und er konnte keinen Stift mehr halten.
Am 20. März 1958 wurde er rehabilitiert. Am 20. August 1980 wurde sein gesamtes schriftstellerisches Œuvre vom KGB beschlagnahmt, ebenso seine drei Schreibmaschinen. Er hörte auf zu schreiben und starb 1987 als gebrochener Mann – im Glauben, sein ganzes Lebenswerk sei vernichtet.

## Stellung, Werk
Felix Münger subsumiert im SRF, Demidow sei zu Lebzeiten drei Tode gestorben: „Als Physiker aufgrund seiner Verhaftung in den 1930er Jahren. Als menschliches Wesen während 14 Jahren Gulag. Als Schriftsteller wegen des späteren Schreibverbots.“
Es zählt zu den sarkastischen Aspekten seines Lebens, dass bereits eineinhalb Jahre nach seinem Tod die verschollen geglaubten Schriften wieder auftauchten. Nachdem ihn die Tochter Demidows darum gebeten hatte, ordnete Alexander Jakowlew, enger Gorbatschow-Berater und Mitinitiator der Perestroika, im Juli 1988 die Herausgabe der Manuskripte an. Die Wochenzeitschrift Ogonjok veröffentlichte 1990 die Kurzgeschichte Дубарь (Dubar', 1966), es war die einzige Veröffentlichung des Sowjetdichters in der Sowjetunion, knapp vor deren Untergang. Diese Kurzgeschichte war auch titelgebend für einen Erzählband, der 1991 bei Hachette in Paris erschien und 2021 von Éditions des Syrtes in Genf neu aufgelegt wurde. 1997 stellt die russische Literaturzeitschrift Nowy Mir zwei Erzählungen vor:
- Люди гибнут за металл (Menschen sterben für Metall)
- Художник Бацилла и его шедевр (Der Künstler Baccilla und seine Wunder)

Der Titel der ersten Erzählung soll von einem Mephistopheles-Zitat Goethes abgeleitet sein.
Es dauerte bis 2008, bis sich ein Verlag in Russland fand und ein Sammelband, herausgegeben von seiner Tochter, erscheinen konnte. Zwei weitere Bände folgten 2009 und 2010. Ebenfalls im Jahre 2010 entstand in Russland ein Dokumentarfilm über Leben und Werk des Dichters. Im Jahre 2016 gab es in Moskau eine Tagung zu Demidow und Schalamow. Es dauerte bis in die 2010er Jahre, bis sich der Westen nachhaltig für den Autor zu interessieren begann. Die Rezensionen jedoch sind geprägt von hohem Respekt für die „literarische Wucht“ und die moralische Kraft seines Schreibens. Die NZZ würdigte ihn als „eminente Stimme aus dem Gulag“, die FAZ beschrieb Fone Kwas als „glühende[n], geniale[n], menschliche[n] Roman über die absurdesten Unmenschlichkeiten des Bolschewismus“. Fone Kwas ist übrigens ein jiddischer Ausdruck für einen Trottel.

## Buchpublikationen

### Russischsprachige Ausgaben
- Чудная планета (Chudnaia planeta, Wundersamer Planet), Возвращение 2008, ISBN 978-5-7157-0219-7
- Оранжевый абажур (Orangefarbener Lampenschirm), Возвращение 2009
- Любовь за колючей проволокой (Ljubov' za koljučej provolokoj, Liebe hinterm Stacheldraht), Возвращение 2010
- От рассвета до сумерек (Ot rassveta do sumerek, Vom Morgengrauen bis zur Dämmerung), Возвращение 2014

### Deutschsprachige Ausgaben
- Fone Kwas oder Der Idiot, übersetzt von Irina Rastorgueva und Thomas Martin, Verlag Galiani Berlin 2023, ISBN 978-3-86971-288-8
- Zwei Staatsanwälte, hg. und übersetzt von Irina Rastorgueva und Thomas Martin, Verlag Galiani Berlin 2025, ISBN 978-3-86971-306-9

## Verfilmungen
- 2025: Zwei Staatsanwälte, Spielfilm von Sergei Loznitsa